# Берза
Берза (рум. Berza) — село у повіті Ботошані в Румунії. Входить до складу комуни Санта-Маре.
Село розташоване на відстані 368 км на північ від Бухареста, 49 км на схід від Ботошань, 58 км на північ від Ясс.

## Населення
За даними перепису населення 2002 року у селі проживали 239 осіб, усі — румуни. Усі жителі села рідною мовою назвали румунську.